# Lamprogaster flavipennis
Lamprogaster flavipennis är en tvåvingeart som beskrevs av Macquart 1843. Lamprogaster flavipennis ingår i släktet Lamprogaster och familjen bredmunsflugor. Inga underarter finns listade i Catalogue of Life.